# Wheeler Oakman
Wheeler Oakman (21 de febrero de 1890 – 19 de marzo de 1949) fue un actor cinematográfico estadounidense.

## Biografía
Nacido en Washington D. C., Oakman inició su carrera en el cine en 1912, trabajando para Selig Polyscope, una productora de Chicago con la que rodó casi todas sus primeras películas, las cuales dirigió principalmente Colin Campbell. Oakman actuó en más de 280 filmes entre 1912 y 1948, encarnando de manera habitual a secuaces, y en alguna rara ocasión primeros papeles, trabajando junto a algunos de los más populares actores cowboy de la época, como Tom Santschi, Tom Mix y William S. Hart.
En A Woman of Pleasure tuvo como compañera de reparto a Blanche Sweet, una de las más destacadas actrices del cine mudo. Otras actrices con las que trabajó fueron Mae Murray, Mabel Van Buren, Alma Rubens, Kathlyn Williams y Colleen Moore. En 1932 actuó junto a John Wayne en el film Texas Cyclone. Algunos de los realizadores para los que actuó son nombres ilustres como Frank Capra, Raoul Walsh o Mervyn LeRoy.
Oakman estuvo casado con la actriz Priscilla Dean, con la cual había trabajado en Outside the Law (1920). La pareja se divorció a mediados de los años 1920.
Wheeler Oakman falleció en Van Nuys, California, en 1949, a causa de un infarto agudo de miocardio. Tenía 59 años. Fue enterrado en el Cementerio Pierce Brothers Valhalla Memorial Park, en North Hollywood, California.

## Galería fotográfica

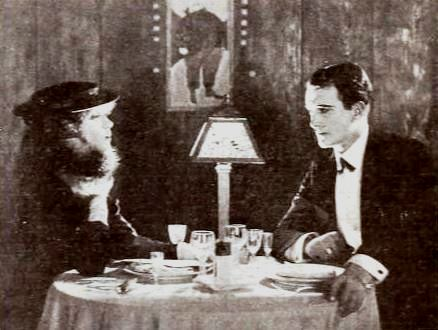
Princess Virtue (1917)
The Virgin of Stamboul (1920)
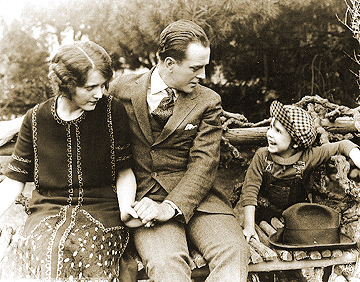
Doris May, Wheeler Oakman y Jackie Coogan en Peck's Bad Boy (1921)
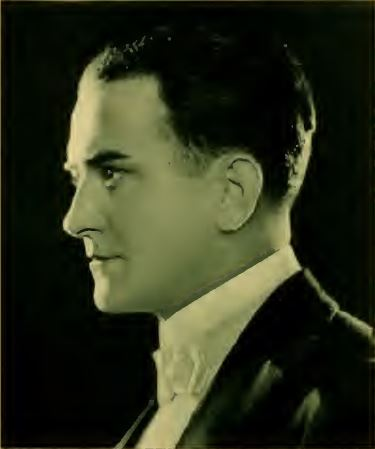
Oakman en Photoplay (Marzo de 1921)

## Filmografía completa

### 1912
- The Little Indian Martyr, de Colin Campbell (1912)
- Sergeant Byrne of the Northwest Mounted Police, de Colin Campbell (1912)
- The Indelible Stain, de Colin Campbell (1912)
- The Trade Gun Bullet, de Hobart Bosworth (1912)
- Partners, de Colin Campbell (1912)
- The Pity of It, de Colin Campbell (1912)
- The Great Drought, de Colin Campbell (1912)
- How the Cause Was Won, de Fred Huntley (1912)
- A Sad Devil, de Colin Campbell (1912)
- Her Educator, de Lem B. Parker (1912)
- Saved by Fire, de Lem B. Parker (1912)
- When Helen Was Elected, de Lem B. Parker (1912)
- The Vintage of Fate, de Lem B. Parker (1912)
- The God of Gold, de Colin Campbell (1912)
- Opitsah: Apache for Sweetheart, de Colin Campbell (1912)
- The Millionaire Vagabonds, de Lem B. Parker (1912)
- The Last of Her Tribe, de Colin Campbell (1912)
- The Little Organ Player of San Juan, de Colin Campbell (1912)

### 1913
- Greater Wealth, de Colin Campbell (1913)
- A Revolutionary Romance, de Colin Campbell (1913)
- The Three Wise Men, de Colin Campbell (1913)
- The Artist and the Brute, de Henry MacRae (1913)
- The Early Bird, de Colin Campbell (1913)
- The Flaming Forge, de Colin Campbell (1913)
- The Story of Lavinia, de Colin Campbell (1913)
- The Dancer's Redemption, de Colin Campbell (1913)
- Sally in Our Alley, de Colin Campbell (1913)
- A Prisoner of Cabanas, de Colin Campbell (1913)
- Vengeance Is Mine, de Colin Campbell (1913)
- Alas! Poor Yorick!, de Colin Campbell (1913)
- Dollar Down, Dollar a Week, de Colin Campbell (1913)
- Hiram Buys an Auto, de Colin Campbell (1913)
- Her Guardian, de Lem B. Parker (1913)
- In the Long Ago, de Colin Campbell (1913)
- The Wordless Message, de Colin Campbell (1913)
- Alone in the Jungle, de Colin Campbell (1913)
- When Lillian Was Little Red Riding Hood, de Colin Campbell (1913)
- Mrs. Hilton's Jewels, de E.A. Martin (1913)
- When Men Forget, de Colin Campbell (1913)
- Songs of Truce, de Colin Campbell (1913)
- Budd Doble Comes Back, de Colin Campbell (1913)
- A Wild Ride, de Colin Campbell (1913)
- The Ne'er to Return Road, de Colin Campbell (1913)
- Phantoms, de Colin Campbell (1913)
- The Hopeless Dawn, de Colin Campbell (1913)
- Terrors of the Jungle, de Colin Campbell (1913)
- The Master of the Garden, de Colin Campbell (1913)
- Until the Sea..., de Colin Campbell (1913)
- A Dip in the Briney, de Colin Campbell (1913)

### 1914
- The Lily of the Valley, de Colin Campbell (1914)
- On the Breast of the Tide, de Campbell (1914)
- The Uphill Climb, de Colin Campbell
- The Tragedy of Ambition, de Colin Campbell (1914)
- The Smuggler's Sister, de Colin Campbell (1914)
- The Salvation of Nance O'Shaughnessy, de Colin Campbell (1914)
- The Fire Jugglers, de Edward LeSaint (1914)
- The Spoilers, de Colin Campbell (1914)
- The Cherry Pickers, de Colin Campbell (1914)
- Shotgun Jones, de Colin Campbell (1914)
- Me an' Bill, de Colin Campbell (1914)
- In Defiance of the Law, de Colin Campbell (1914)
- His Fight, de Colin Campbell (1914)
- The Wilderness Mail, de Colin Campbell (1914)
- The Squatters, de Fred Huntley (1914)
- The Mother Heart, de Colin Campbell  (1914)
- When the Cook Fell Ill, de Colin Campbell (1914)
- Etienne of the Glad Heart, de Colin Campbell (1914)
- Willie, de Colin Campbell  (1914)
- The Speck on the Wall, de Colin Campbell (1914)
- The Reveler, de Colin Campbell (1914)
- The White Mouse, de Colin Campbell (1914)
- Chip of the Flying U, de Colin Campbell (1914)
- When the West Was Young, de Colin Campbell (1914)
- The Lonesome Trail, de Colin Campbell (1914)
- The Going of the White Swan, de Colin Campbell (1914)
- Hearts and Masks, de Colin Campbell (1914)
- The Woman of It, de Colin Campbell (1914)
- The Tragedy That Lived, de Colin Campbell (1914)
- The Losing Fight, de Colin Campbell (1914)
- The Story of the Blood Red Rose, de Colin Campbell (1914)
- Her Sacrifice, de Colin Campbell (1914)
- In the Days of the Thundering Herd, de Colin Campbell (1914)
- Till Death Us Do Part, de Colin Campbell (1914)

### 1915
- The Vision of the Shepherd, de Colin Campbell (1915)
- The Carpet from Bagdad, de Colin Campbell (1915)
- The Melting Pot, de Oliver D. Bailey y James Vincent (1915)
- Willie Goes to Sea, de Colin Campbell (1915)
- Sands of Time, de Colin Campbell (1915)
- The Rosary, de Colin Campbell (1915)
- Ebb Tide, de Colin Campbell (1915)
- The Strange Case of Talmai Lind, de William Robert Daly (1915)
- 'Neath Calvary's Shadows, de William Robert Daly (1915)
- The Runt, de Colin Campbell
- Sweet Alyssum, de Colin Campbell (1915)
- Just as I Am, de Colin Campbell (1915)
- The Golden Spurs, de Lloyd B. Carleton (1915)

### 1916
- The Devil-in-Chief, de Colin Campbell (1916)
- The Dragnet, de Frank Beal (1916)
- The Black Orchid, de Thomas N. Heffron (1916)
- Hell's Hinges, de Charles Swickard, William S. Hart y Clifford Smith (1916)
- Toll of the Jungle, de Tom Santschi (1916)
- The Ne'er Do Well, de Colin Campbell (1916)
- A Social Deception, de Thomas N. Heffron (1916)
- The Cycle of Fate, de Marshall Neilan (1916)
- The Battle of Hearts, de Oscar Apfel (1916)
- The Private Banker, de Tom Santschi (1916)
- The Brand of Cain, de Colin Campbell (1916)
- The Crisis, de Colin Campbell

### 1917
- The Love of Madge O'Mara, de Colin Campbell (1917)
- Her Heart's Desire, de Colin Campbell (1917)
- Betrayed, de Raoul Walsh (1917)
- Her Salvation (1917)
- Between Man and Beast, de Colin Campbell (1917)
- The Victor of the Plot, de Colin Campbell (1917)
- The Law North of 65, de Colin Campbell (1917)
- Princess Virtue, de Robert Z. Leonard (1917)
- Face Value, de Robert Z. Leonard (1917)

### 1918
- I Love You, de Walter Edwards (1918)
- Revenge, de Tod Browning (1918)
- The Claim, de Frank Reicher (1918)
- Mickey, de F. Richard Jones y James Young (1918)

### 1919
- False Evidence
- The Splendid Sin, de Howard M. Mitchell (1919)
- Back to God's Country, de David Hartford (1919)
- A Woman of Pleasure, de Wallace Worsley (1919)
- Eve in Exile, de Burton George (1919)

### 1920
- The Virgin of Stamboul, de Tod Browning (1920)
- What Women Love, de Nate Watt (1920)
- Outside the Law, de Tod Browning (1920)

### 1921
- Peck's Bad Boy, de Sam Wood (1921)
- Penny of Top Hill Trail, de Arthur Berthelet (1921)
- A Wise Fool, de George Melford (1921)

### 1922
- The Son of the Wolf, de Norman Dawn (1922)
- The Half Breed, de Charles A. Taylor (1922)

### 1923
- Slippy McGee, de Wesley Ruggles (1923)
- Mine to Keep, de Ben F. Wilson (1923)
- The Love Trap, de John Ince (1923)
- Other Men's Daughters, de Ben F. Wilson (1923)

### 1925
- Lilies of the Streets
- The Pace That Thrills, de Webster Campbell (1925)

### 1926
- In Borrowed Plumes
- Fangs of Justice

### 1927
- Heroes of the Night
- The Snarl of Hate
- Hey! Hey! Cowboy
- Out All Night, de William A. Seiter (1927)

### 1928
- The Heart of Broadway
- The Broken Mask
- Top Sergeant Mulligan, de James P. Hogan
- Danger Patrol, de Duke Worne (1928)
- Black Feather
- The Masked Angel
- Lights of New York, de Bryan Foy (1928)
- The Good-Bye Kiss
- While the City Sleeps, de Jack Conway (1928)
- The Power of the Press, de Frank Capra (1928)
- What a Night!

### 1929
- Morgan's Last Raid, de Nick Grinde (1929)
- The Devil's Chaplain, de Duke Worne (1929)
- The Shakedown, de William Wyler (1929)
- The Donovan Affair, de Frank Capra (1929)
- Father and Son, de Erle C. Kenton (1929)
- On with the Show!, de Alan Crosland (1929)
- Handcuffed, de Duke Worne (1929)
- Hurricane, de Ralph Ince (1929)
- The Girl from Woolworth's, de William Beaudine (1929)
- Shanghai Lady, de John S. Robertson (1929)
- Little Johnny Jones, de Mervyn LeRoy (1929)
- El show de los shows, de John G. Adolfi (1929)

### 1930
- Hello, Baby
- Roaring Ranch, de B. Reeves Eason (1930)
- The Big Fight, de Walter Lang (1930)
- The Bad Man, de Clarence G. Badger (1930)
- On Your Back
- The Costello Case, de Walter Lang (1930)

### 1931
- The Lawless Woman
- The Sky Raiders
- The Good Bad Girl, de Roy William Neill (1931)
- The Back Page
- First Aid

### 1932
- Devil on Deck
- Texas Cyclone, de D. Ross Lederman (1932)
- The Airmail Mystery
- The Riding Tornado
- Two-Fisted Law, de D. Ross Lederman (1932)
- Beauty Parlor
- The Honor of the Press
- The Boiling Point
- Gorilla Ship
- The Western Code
- The Heart Punch, de B. Reeves Eason
- Speed Demon, de D. Ross Lederman (1932)
- Guilty or Not Guilty, deAlbert Ray (1932)
- End of the Trail
- Sundown Rider

### 1933
- Man of Action, de George Melford (1933)
- Revenge at Monte Carlo
- Silent Men
- Soldiers of the Storm
- Rusty Rides Alone
- Hot Hoofs
- Hold the Press
- Broadway Thru a Keyhole
- Blood Money, de Rowland Brown (1933)

### 1934
- Palooka, de Benjamin Stoloff (1934)
- Paradise Valley, de James P. Hogan (1934)
- The Lost Jungle, de David Howard y Armand Schaefer (1934)
- One Is Guilty, de Lambert Hillyer (1934)
- Operator 13, de Richard Boleslawski (1934)
- In Old Santa Fe, de David Howard y Joseph Kane (1934)
- Frontier Days, de Robert F. Hill (1934)
- Undercover Men, de Sam Newfield (1934)
- Murder in the Clouds, de D. Ross Lederman (1934)

### 1935
- Thoroughbred, de Sam Newfield (1935)
- Square Shooter
- The Phantom Empire
- The Case of the Curious Bride
- 'G' Men, de William Keighley (1935)
- The Headline Woman
- Motive for Revenge
- Code of the Mounted
- Born to Gamble
- Trails of the Wild
- The Adventures of Rex and Rinty
- The Man from Guntown
- Annapolis Farewell
- Special Agent, de William Keighley (1935)
- Death from a Distance
- Timber War

### 1936
- The Mysterious Avenger, de David Selman (1936)
- Roarin' Guns, de Sam Newfield (1936)
- Darkest Africa, de B. Reeves Eason y Joseph Kane (1936)
- Song of the Trail
- Aces and Eights
- Ghost Patrol
- Kelly the Second
- Gambling with Souls
- Death in the Air

### 1937
- Bank Alarm, de Louis J. Gasnier (1937)
- Slaves in Bondage, de Elmer Clifton (1937)
- Radio Patrol, de Ford Beebe y Clifford Smith (1937)

### 1938
- Land of Fighting Men, de Alan James (1938)
- Flash Gordon's Trip to Mars, de Ford Beebe y Ray Taylor (1938)
- Code of the Rangers, de Sam Newfield (1938)
- The Texans, de James P. Hogan (1938)
- Red Barry, de Ford Beebe y Alan James (1938)

### 1939
- In Old Montana
- The Lone Ranger Rides Again
- Buck Rogers, de Ford Beebe y Saul A. Goodkind (1939)
- Wolf Call, de George Waggner (1939)
- Mutiny in the Big House
- Torture Ship
- Buried Alive

### 1941
- Escort Girl, de Edward E. Kaye (1941)
- The Medico of Painted Springs, de Lambert Hillyer (1941)
- Double Trouble, de William West (1941)

### 1942
- So's Your Aunt Emma!, de Jean Yarbrough (1942)
- Bowery at Midnight, de Wallace Fox (1942)
- Fall In, de Kurt Neumann (1942)

### 1943
- The Adventures of Smilin' Jack, de Lewis D. Collins y Ray Taylor (1943)
- The Fighting Buckaroo, de William Berke (1943)
- Kid Dynamite, de Wallace Fox (1943)
- The Ape Man, de William Beaudine (1943)
- Saddles and Sagebrush, de William Berke (1943)
- Spotlight Revue, de William Beaudine (1943)
- Ghosts on the Loose, de William Beaudine (1943)
- The Girl from Monterrey, de Wallace Fox (1943)
- Campus Rhythm, de Arthur Dreifuss (1943)

### 1944
- What a Man!, de William Beaudine (1944)
- Sundown Valley, de Benjamin H. Kline (1944)
- Riding West, de William Berke (1944)
- Three of a Kind, de D. Ross Lederman (1944)
- Bowery Champs, de William Beaudine (1944)

### 1945
- Mom and Dad, de William Beaudine (1945)
- Brenda Starr, Reporter, de Wallace Fox (1945)
- Rough Ridin' Justice, de Derwin Abrahams (1945)
- Trouble Chasers, de Lew Landers (1945)
- Allotment Wives, de William Nigh (1945)
- Who's Guilty?, de Howard Bretherton y Wallace Grissell

### 1946
- Hop Harrigan, de Derwin Abrahams (1946)
- In Fast Company, de Del Lord (1946)
- Son of the Guardsman, de Derwin Abrahams (1946)

### 1947-1948
- Jack Armstrong, de Wallace Fox (1947)
- Brick Bradford, de Spencer Gordon Bennet y Thomas Carr (1947)
- Superman